# Modisimus globosus
Modisimus globosus là một loài nhện trong họ Pholcidae. Loài này được phát hiện ở Colombia.